# Brzezinki
Brzezinki [pronunciación en polaco: /bʐɛˈʑinki/] es un pueblo ubicado en el distrito administrativo de Gmina Kobiele Wielkie, dentro del Distrito de Radomsko, Voivodato de Łódź, en Polonia central. Se encuentra aproximadamente a 5 kilómetros al oeste de Kobiele Wielkie, a 10 kilómetros al sureste de Radomsko, y a 86 kilómetros al sur de la capital regional Łódź.